# Hadoush Araya
Major Général Hadoush Araya (1955 - 14 février 1996), également appelé Hayelom Araya, est un militaire éthiopien membre du Front de libération du peuple du Tigray.
Hadoush Araya est né en 1955, à Addi Nebreid, dans l'ouest de la province du Tegré de l'Empire éthiopien. Éduqué dans un lycée à Adoua, il échoue à l'examen d'admission universitaire. Après la révolution éthiopienne en 1974, il intègre le Front de libération du peuple du Tigray (FLPT). Il dirige l'ensemble des forces du Front démocratique révolutionnaire du peuple éthiopien, une coalition dominée par le FLPT, vers le nord du Shewa puis lors de la marche sur Addis-Abeba dont il sort victorieux en 1991. Lors de la guerre civile, il s'illustre lors de l'Opération Agazi durant laquelle il libère plus d'un millier de prisonniers politiques à Meqelé. Son talent de stratège et ses qualités militaires lui valent le surnom de Hayelom (« dominateur », « écrasant »).
Après le renversement du régime du Derg, il devient un des commandants des forces nationales de défense au sein du gouvernement de transition. Il est abattu le 14 février 1996 dans un restaurant à Addis Abeba. Les causes de son assassinat restent inconnues. En mai 2008, un monument lui rendant hommage a été dévoilé à Shire.